# Arctia ungemachi
Arctia ungemachi är en fjärilsart som beskrevs av Le Cerf 1924. Arctia ungemachi ingår i släktet Arctia och familjen björnspinnare. Inga underarter finns listade i Catalogue of Life.